# 浄光寺 (足立区古千谷本町)
浄光寺（じょうこうじ）は、東京都足立区古千谷本町二丁目にある浄土宗の寺院。なお、約1キロメートル東の東伊興に同名の寺があるが、そちらは浄土真宗本願寺派の寺院である。

## 歴史
1530年（享禄3年）、花井肥前守正義の開基である。花井家は古千谷村の名家であり、墓地には開基の花井正義や花井家の祖で隣の全学寺の開基の真野梅敷の墓などがある。真野梅敷の墓は元々全学寺にあったが、一時全学寺が荒廃した時期があり、その際に当寺に移したものである。
かつては全学寺の末寺であった。無住（住職不在）の時期が長かったため、古い記録が伝わらず、過去帳で最も古いのも明治6年（1873年）のものである。

## 交通アクセス
- 舎人駅より徒歩9分（経路案内）。